# Olympische Winterspiele 1964/Teilnehmer (Japan)
| Gelbes Symbol für Goldmedaillen mit stilisierten Olympischen Ringen | Graues Symbol für Silbermedaillen mit stilisierten Olympischen Ringen | Braundes Symbol für Bronzemedaillen mit stilisierten Olympischen Ringen |
| ------------------------------------------------------------------- | --------------------------------------------------------------------- | ----------------------------------------------------------------------- |
| —                                                                   | —                                                                     | —                                                                       |

Japan nahm an den IX. Olympischen Winterspielen 1964 im österreichischen Innsbruck mit einer Delegation von 47 Athleten in acht Disziplinen teil, davon 41 Männer und 6 Frauen. Ein Medaillengewinn gelang keinem der Athleten.
Fahnenträger bei der Eröffnungsfeier war der Skispringer Sadao Kikuchi.

## Teilnehmer nach Sportarten

### Biathlon
- Yoshio Ninomine
20 km Einzel: 26. Platz (1:35:38,6 h)

- Yūji Yamanaka
20 km Einzel: 19. Platz (1:33:51,8 h)

### Eishockey
Männer
| - Shinichi Honma - Toshiei Honma - Hidenori Inatsu - Atsuo Irie - Koji Iwamoto - Kimio Kazahari - Isao Kawabuchi - Kimihisa Kudo - Hiroyuki Matsuura | - Katsuji Morishima - Minoru Nakano - Jiro Ogawa - Isao Ono - Masahiro Sato - Shigeru Shimada - Mamoru Takashima - Masami Tanabu |

- 11. Platz

### Eiskunstlauf
Männer
- Nobuo Satō
28. Platz (1571,9)

Frauen
- Junko Hiramatsu
22. Platz (1685,0)

- Kumiko Ōkawa
13. Platz (1725,4)

- Miwa Fukuhara
5. Platz (1845,1)

### Eisschnelllauf
Männer
- Toyofumi Aruga
1500 m: 41. Platz (2:20,7 min)
5000 m: 24. Platz (8:15,9 min)
10.000 m: 22. Platz (17:09,9 min)

- Yoshihiro Kawano
5000 m: 26. Platz (8:19,4 min)
10.000 m: 32. Platz (17:39,0 min)

- Fumio Nagakubo
500 m: 16. Platz (41,8 s)

- Satoshi Shinpo
500 m: 41. Platz (44,4 s)
1500 m: 34. Platz (2:18,5 min)
5000 m: 23. Platz (8:12,5 min)
10.000 m: 24. Platz (17:11,3 min)

- Keiichi Suzuki
500 m: 5. Platz (40,7 s)
1500 m: 31. Platz (2:17,5 min)

Frauen
- Hatsue Nagakubo
500 m: 12. Platz (47,9 s)
1000 m: Rennen nicht beendet
1500 m: 10. Platz (2:30,9 min)
3000 m: 6. Platz (5:25,4 min)

- Kaneko Takahashi
500 m: 24. Platz (50,5 s)
1000 m: 18. Platz (1:40,5 min)
1500 m: 18. Platz (2:34,6 min)
3000 m: 16. Platz (5:39,6 min)

- Yasuko Takano
500 m: 19. Platz (49,3 s)
1000 m: 20. Platz (1:41,6 min)
1500 m: 14. Platz (2:33,1 min)
3000 m: 12. Platz (5:30,4 min)

### Nordische Kombination
- Takashi Fujisawa
Einzel (Normalschanze/15 km): 20. Platz (375,22)

- Eiichi Tanaka
Einzel (Normalschanze/15 km): 30. Platz (337,50)

- Akemi Taniguchi
Einzel (Normalschanze/15 km): 31. Platz (291,51)

### Ski Alpin
Männer
- Yoshiharu Fukuhara
Abfahrt: 45. Platz (2:34,55 min)
Riesenslalom: 25. Platz (1:58,35 min)
Slalom: 23. Platz (2:20,71 min)

- Yoshinari Kida
Riesenslalom: 39. Platz (2:04,22 min)
Slalom: 34. Platz (2:29,11 min)

- Tsuneo Noto
Abfahrt: 46. Platz (2:34,76 min)
Riesenslalom: 35. Platz (2:01,26 min)

- Yoshihiro Ohira
Abfahrt: 57. Platz (2:40,82 min)
Slalom: 38. Platz (2:37,87 min)

- Hajime Tomii
Abfahrt: 33. Platz (2:30,02 min)
Riesenslalom: 22. Platz (1:56,65 min)
Slalom: 31. Platz (2:25,09 min)

### Skilanglauf
Männer
- Tatsuo Kitamura
15 km: 26. Platz (55:24,3 min)
30 km: 51. Platz (1:46:13,4 h)
4 × 10 km Staffel: 10. Platz (2:32:05,5 h)

- Hidezō Takahashi
15 km: 42. Platz (57:03,4 min)
30 km: 47. Platz (1:43:11,0 h)
50 km: 35. Platz (3:14:31,4 h)
4 × 10 km Staffel: 10. Platz (2:32:05,5 h)

- Kazuo Satō
15 km: 35. Platz (56:04,5 min)
30 km: 41. Platz (1:42:39,2 h)
50 km: 27. Platz (3:03:57,9 h)
4 × 10 km Staffel: 10. Platz (2:32:05,5 h)

- Chogoro Yahata
15 km: 58. Platz (1:00:46,1 h)
30 km: 62. Platz (1:51:45,3 h)
50 km: Rennen nicht beendet
4 × 10 km Staffel: 10. Platz (2:32:05,5 h)

### Skispringen
- Yōsuke Etō
Normalschanze: 27. Platz (198,4)
Großschanze: 44. Platz (177,8)

- Yukio Kasaya
Normalschanze: 23. Platz (200,6)
Großschanze: 11. Platz (206,7)

- Sadao Kikuchi
Normalschanze: 26. Platz (198,5)
Großschanze: 47. Platz (174,8)

- Naoki Shimura
Normalschanze: 40. Platz (190,9)
Großschanze: 37. Platz (184,5)